# Ն
Das Now (Ն und ն) ist der 22. Buchstabe des armenischen Alphabets. Der Buchstabe stellt den Laut [⁠n⁠] ([⁠ŋ⁠] vor [⁠g⁠] und [⁠k⁠]) dar und wird im Deutschen mit dem Buchstaben N transkribiert.
Es ist dem Zahlenwert 400 zugeordnet. 

## Zeichenkodierung
Das Now ist in Unicode an den Codepunkten U+0546 (Großbuchstabe) bzw. U+0576 (Kleinbuchstabe) zu finden.